# F-Zero
《F-Zero》是一款未来主义竞速游戏，由任天堂情报开发本部（任天堂EAD）开发，任天堂在超级任天堂平台发行。游戏于1990年在日本推出，为日本超级任天堂的首发游戏之一。游戏于1991年在北美，1992年在欧洲发行。游戏于2006年在Wii Virtual Console再版，2013年在Wii U Virtual Console再版。
《F-Zero》為競速遊戲類型設定了標準，並創造了未來主義的子類型，因此得到了評論家的認可。